# 方廣寺鐘銘事件
方廣寺鐘銘事件，發生在慶長十九年（1614年），是豐臣秀賴修造京都方廣寺梵鐘，鐘上的四言詩被德川家康解釋為豐臣家對幕府不敬，成為文字獄事件，此事件，引發大阪冬之陣。

## 原文
欽惟　豐國神君　昔年　掌普天之下

前文　外施仁政　前征夷大將軍從一位右僕射源朝臣家康公　天子萬歲　台齡千秋

铭曰

洛陽東麓　舎那道場　聳空瓊殿　横虹画梁

参差萬瓦　崔嵬長廊　玲瓏八面　焜燿十方

境象兜夜　刹甲支桑　新鐘高掛　爾音於鍠

響應遠近　律中宮商　十八聲縵　百八聲忙

夜禅晝誦　夕燈晨香　上界聞竺　遠寺知湘

東迎素月　西送斜陽　玉笥掘池　豐山降霜

告怪於漢　救苦於唐　霊異惟夥　功德無量

所庶幾者　國家安康　四海施化　万歳伝芳

君臣豐樂　子孫殷昌　慶雲甘露　呈瑞呈祥

佛門柱礎　法社金湯　英檀之德　山高水長

旹慶長十九甲寅歳孟夏十六日

大檀那　正二位右大臣豐臣朝臣秀賴公

奉行　片桐東市正豐臣且元

冶工　京三条釜座名護屋越前少掾藤原三昌

前往東福後住南禪文英叟清韓謹書

## 事件

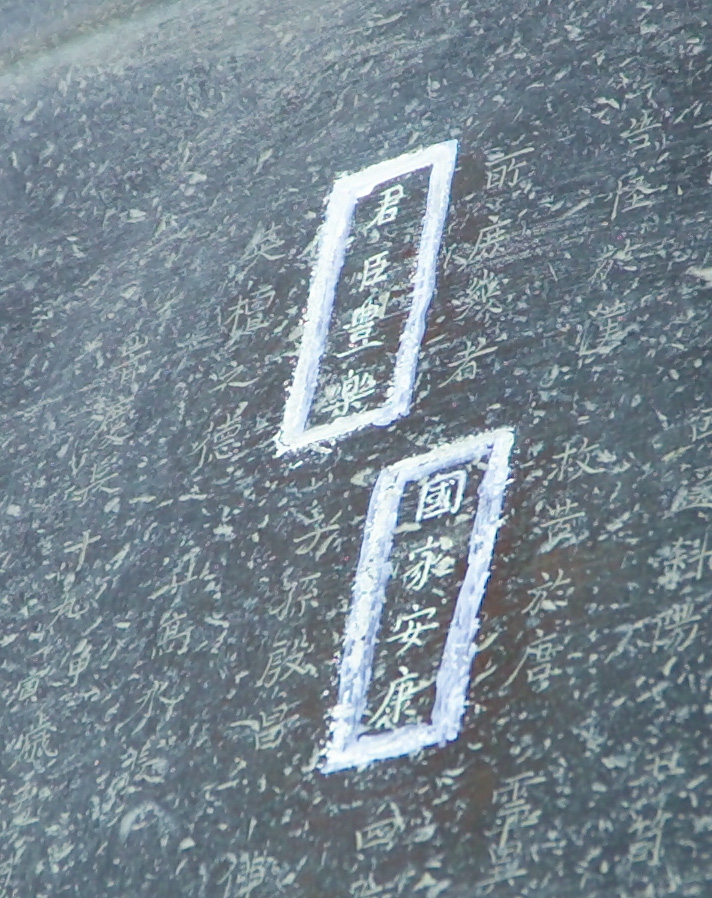
鐘銘問題詩句。

1614年年豐臣秀賴為恢復豐臣家之威望，著手修復因地震倒塌的京都方廣寺，並於本殿中安置一巨大梵鐘，鐘銘一首漢文四言詩，由精通漢學的南禪寺住持，臨濟宗文英清韓長老所著。然而鐘銘在片桐且元呈交予德川家康時，被著名學者以心崇傳（又名金地院崇傳）和林羅山以文字獄方式解釋為對家康不敬。
德川家的解釋為下：
1. 右僕射源朝臣之「僕」為第一人稱詞「我」，「射」為動詞，有射殺朝臣之意。
2. “東迎素月，西送斜陽，玉筍掘地，豐山降霜”一句中之“東迎素月，西送斜陽”暗指關東的江戶與關西的大阪。解釋為江戶代表邪惡的「陰」，大阪為代表正義的「陽」。
3. “陰陽燮理，國家安康，四海施化，萬歲傳芳”一句中之“國家安康”，先不避諱家康，又將「家康」之名諱分離，有將大御所德川家康斬首分屍之意[3]。
4. “君臣豐樂，子孫殷昌，慶雲甘露，呈瑞呈祥”一句中之“君臣豐樂”倒著念即“樂豐臣君”，寓意將德川家康殺死後（此句乃前句之下一句），豐臣氏君臣就會非常歡樂。
5. 同上句之“君臣豐樂，子孫殷昌”寓意將德川家康殺死後豐臣氏就能永保安泰，子孫永傳。

幕府認為這些是詛咒，要求懲處銘文的作者文英清韓禪師，並且要豐臣家提出說明謝罪。豐臣方面派遣片桐且元與大野治長之母大藏卿局前往說明，家康拒絕接見且元，但同意與大藏卿局見面。片桐且元則是和金地院崇傳與本多正純進行交涉。
家康在發表了這樣的官方解釋後，阻止方廣寺大佛開光，並且向片桐且元提出以下要求，令其任選一樣。（一說為片桐且元為了避免戰端，給豐臣家的建議）要求如下：
1. 淀君作爲人質留居江戶。
2. 豐臣秀賴遷出大阪城，前往大和郡山城。
3. 淀君和秀賴遷居安房國，上總國，由幕府給與俸祿。

對於此三項要求，淀君表示拒絕，家康對眾大名宣布要求出兵討伐豐臣家。豐臣家也開始準備對德川家進行決戰，開始招募浪人，並嘗試向天下諸侯發出檄文，不過無人響應，最終加入的多是浪人。

## 後人觀點
後世一般認為此為強詞奪理的栽贓之詞，根本是無端而生的文字獄，由於德川家康當時年事已高，再不消滅豐臣氏，可能再無機會，因此想出此藉口攻打豐臣家，即使該事件沒有發生，豐臣和德川的一戰應也是不可避免的。